# Makfalva
Makfalva (románul Ghindari, németül Eicheldorf) falu Romániában, Maros megyében, Makfalva község központja. A Kis-Küküllő középső szakaszának egyik legjelentősebb települése.

## Fekvése

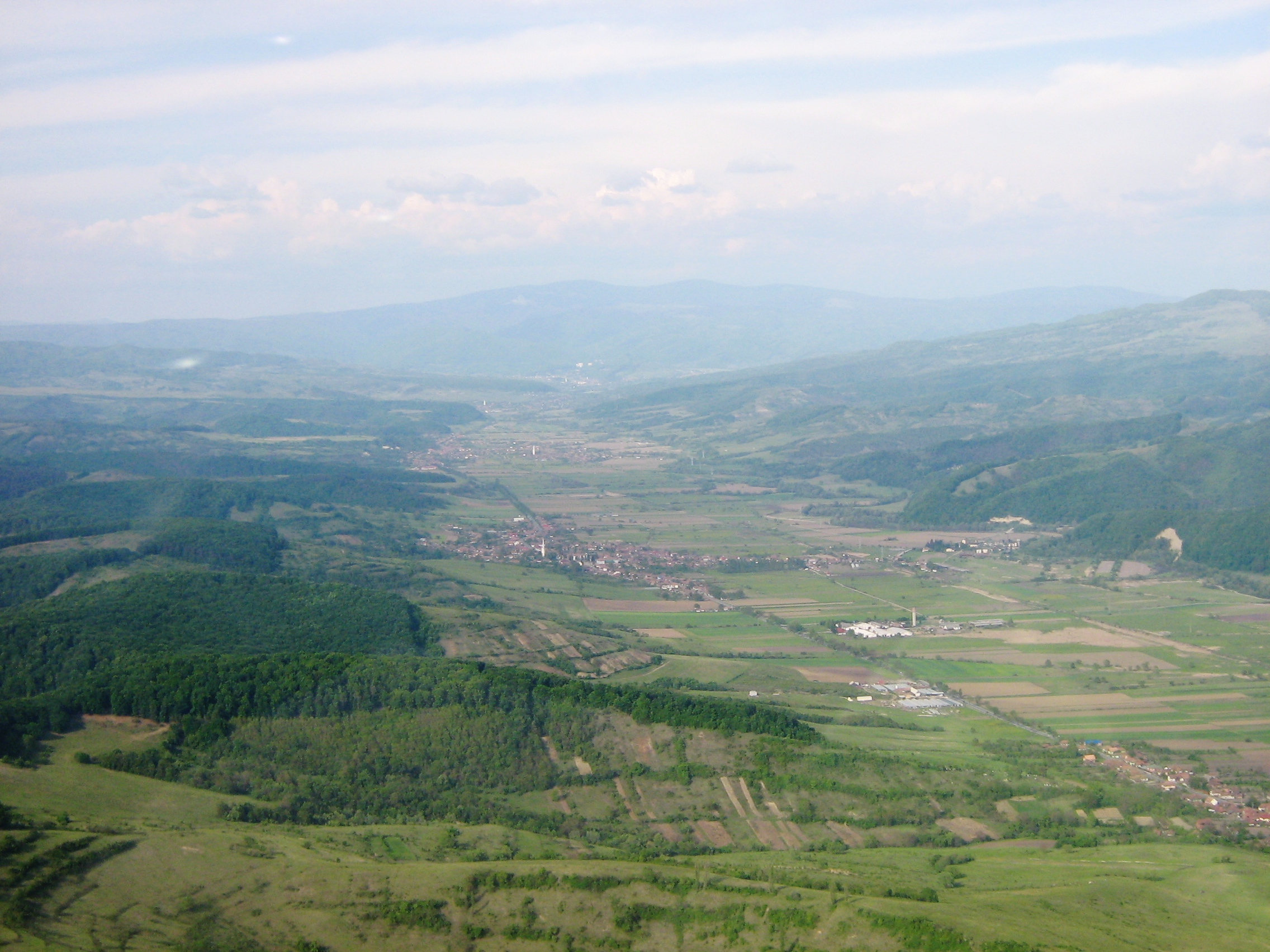
A Kis-Küküllő völgye Makfalvánál

Erdőszentgyörgytől 10 km-re északkeletre a Kis-Küküllő folyó jobb partján fekszik, Szováta felé. 380 m-es tengerszint feletti magasságban terül el.

## Nevének eredete
A tatárjáráskori Maka várának az őrsége fokozatosan letelepedett a vár keleti részének közelében, Váruta tövében. Ezzel lerakta egy település alapját, amelyet Maka falvának neveztek. A település nevéből, egy magánhangzó lemorzsolódásával alakult ki a végleges neve Makfalva. Ez egyben azt is megcáfolja, hogy Makfalva valaha is a „makk” szóról kapta volna a nevét.

## Története
Területe ősidők óta lakott. Környékén népvándorláskori sáncnyomok kerültek elő. Határában a 420 m magas Várhegyese tetején van Maka várának romja. A vár kisebb erőd, vagy őrtorony lehetett, melynek őrsége a Váruta tövében telepedett le. Ez a kis telep tűz martaléka lett. Ezután a falu a Kis-Küküllő partjára települt, majd egy földcsuszamlás után a folyó jobb partján állapodott meg. A 14. század végén egy tűzvész teljesen elpusztította. 1827-ben négy országos hetivásárjogot nyert, a 19. század végén járási székhely volt. 1910-ben 1821 lakosa 3 kivételével magyar anyanyelvű volt. A trianoni békeszerződésig Maros-Torda vármegye Nyárádszeredai járásához tartozott.
1950–ben épült a helyi Lenfeldolgozó üzem, amely 450–500 dolgozó számára biztosított megélhetést. A községközponthoz tartozó falvakból (Kibéd, Hármasfalu, Szolokma, Székelyabod, Cseje) naponta 100–120 munkás ingázott erre a munkahelyre. Sajnos, ezen lenüzem működéséről is csak múlt időben lehet beszélni.
A Lenüzem megváltoztatta a település arculatát. Módosult a lakosság társadalmi összetétele: - a mezőgazdasági dolgozók mellett megjelent a munkásság. Az egykori fazekas családok leszármazottai itt kerestek munkahelyet.
Jelentős helyet foglaltak el a község gazdasági életében a néptanács és fogyasztási szövetkezet mellett működő olyan kisipari létesítmények, mint a kőműves csoport, szűcs szekció, asztalos részleg, cipész műhely, állami malom. A vasútállomás, posta, egészségügyi rendelő, állatorvosi rendelő, művelődési otthon, és a községi könyvtár. Ezen középületek ma is léteznek, kivéve a vasútállomást. A kisipari létesítmények már nem találhatóak meg, csak a cipészműhely. A malom is magánkézbe került és az üzletek is, amelyek a faluban találhatóak.
Makfalva legígéretesebb fejlődése az 1970-es évektől az 1980-as évek közepéig tehető, amikor a falu teljes lakossága dolgozhatott a Lenfeldolgozó üzem egységeiben, a modern technológiára épült szarvasmarha telepen (ún. Complex), a mezőgazdaságban, valamint a közeli Szováta építkezésein (szállodák építése). Ebben az időszakban épült az új művelődési ház (Kultúrház), a tekepálya és több társasház, valamint iskola, óvoda bővítése új sportpálya, tornaterem, állatorvosi rendelő és más beruházások. Ezen időszakban történt a telefonvonalak kiépítése is, amely országos szinten is ritkaságnak számított köszönhetően az akkori községi vezetésnek, személyesen Szőcs Pál-nak elnök 1974-1987. Meg kell említeni ezen időszak országos ismeretségre is szert tevő iskolai énekkar és népi tánc csoportjának kimagasló sikereit (országos II. és III. díj) köszönhetően Gál László iskolaigazgatónak, a csoport tanítómesterének. Ez a fejlődés meglátszott a portákon (egyéni ingatlanokon) amelyek rendben tartása a tulajdonosok büszkesége volt. A házak előtt, virágok pompáztak, a Községháza (Néptanács) előtt rózsakert díszelgett,a fenyők, labdarózsa bokrok és orgonafák árnyékában, melyet az korábbi elnök Kálmán Imre idejében telepítettek (több mint 5000 tő), 

## Lakossága

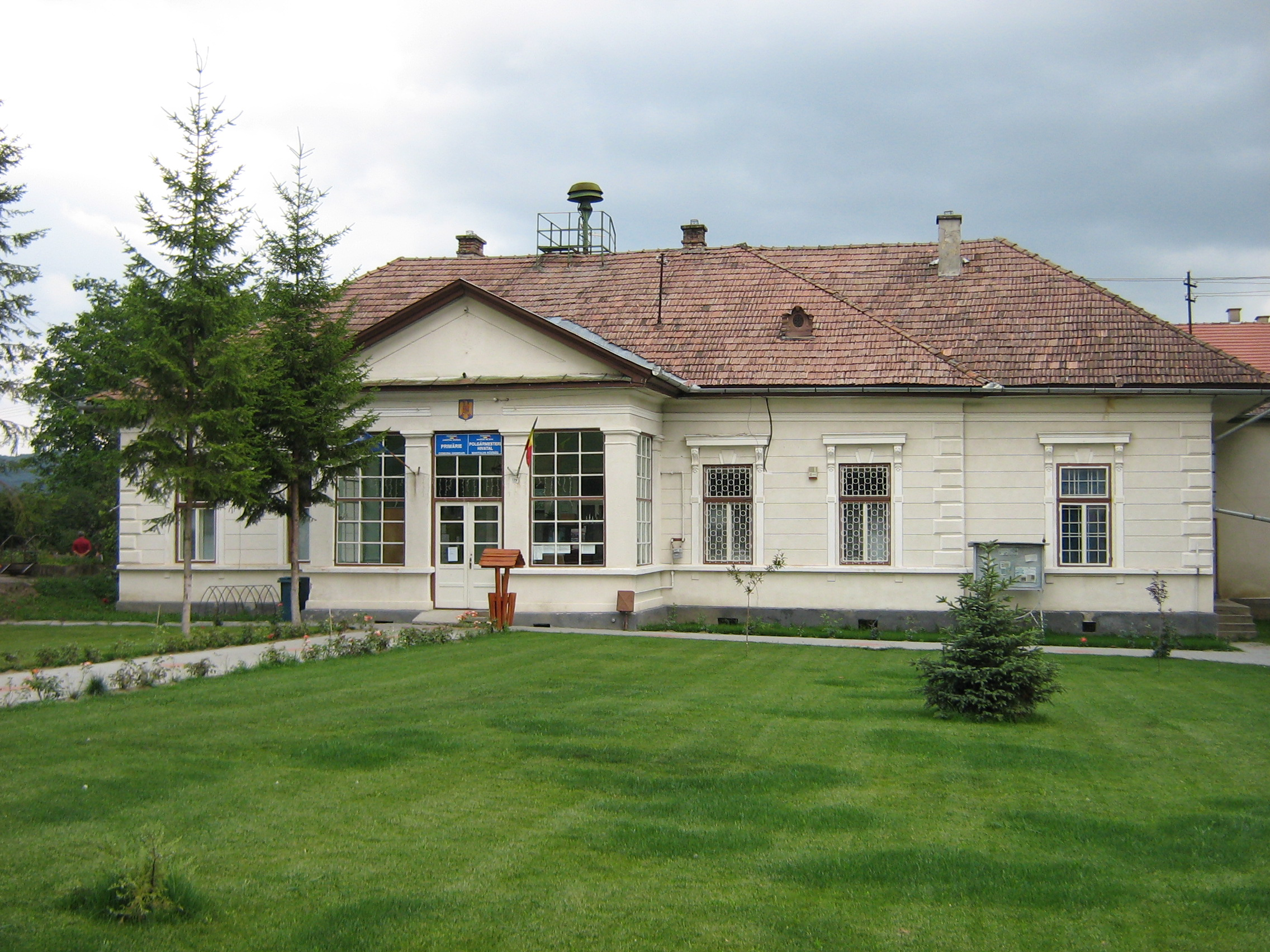
Polgármesteri hivatal

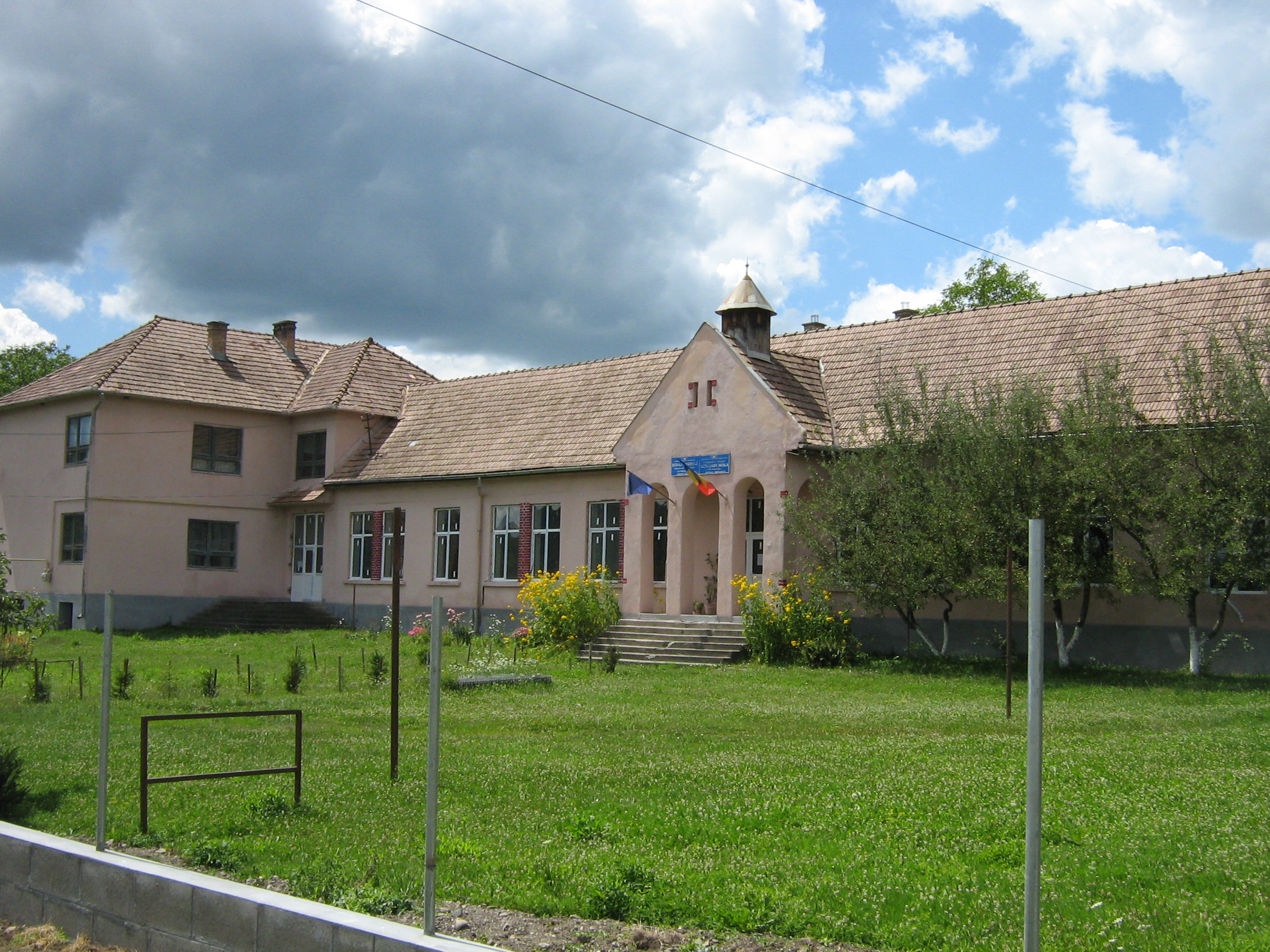
Iskola

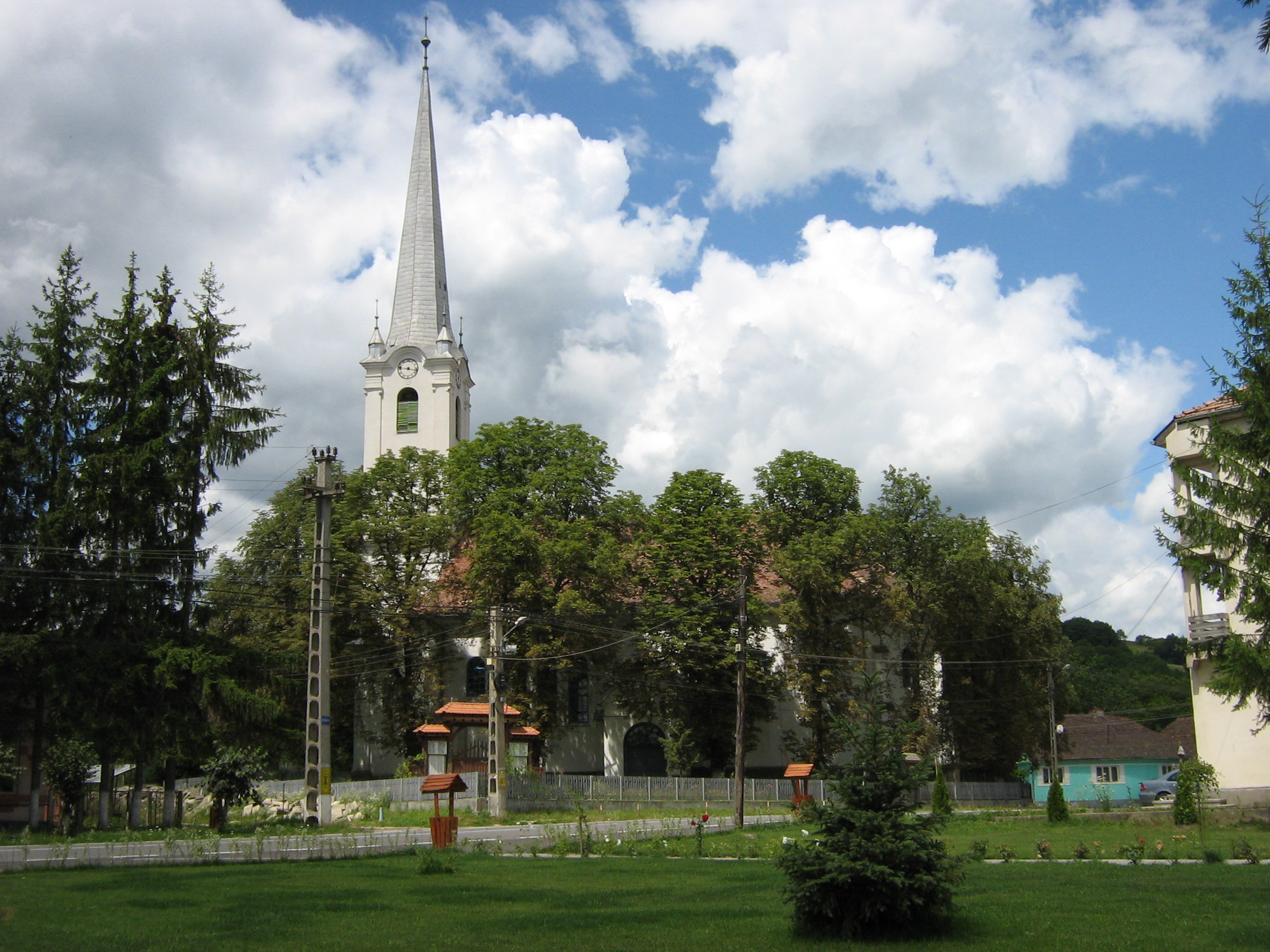
A makfalvai református templom

1992-ben, a községközpont 1525 lakosából 1471 magyar, 34 cigány és 20 román volt.
A 2002-ben tartott népszámlálás adatai Makfalva községben:
| Nemzetiség | Népesség (fő) |
| ---------- | ------------- |
| Magyarok   | 4962          |
| Cigányok   | 82            |
| Románok    | 29            |
| Ukránok    | 2             |
| Németek    | 1             |
| Összesen   | 5076          |

| Vallás                 | Népesség (fő) |
| ---------------------- | ------------- |
| Református             | 4391          |
| Római katolikus        | 258           |
| unitárius              | 152           |
| Adventista             | 129           |
| Ortodox                | 29            |
| Görögkatolikus         | 13            |
| Pünkösdista            | 12            |
| Baptista               | 7             |
| Evangéliumi keresztény | 7             |
| evangélikus/lutheránus | 1             |
| Más vallású            | 68            |
| Felekezeten kívüli     | 8             |
| Nem válaszolt          | 1             |

## Látnivalók

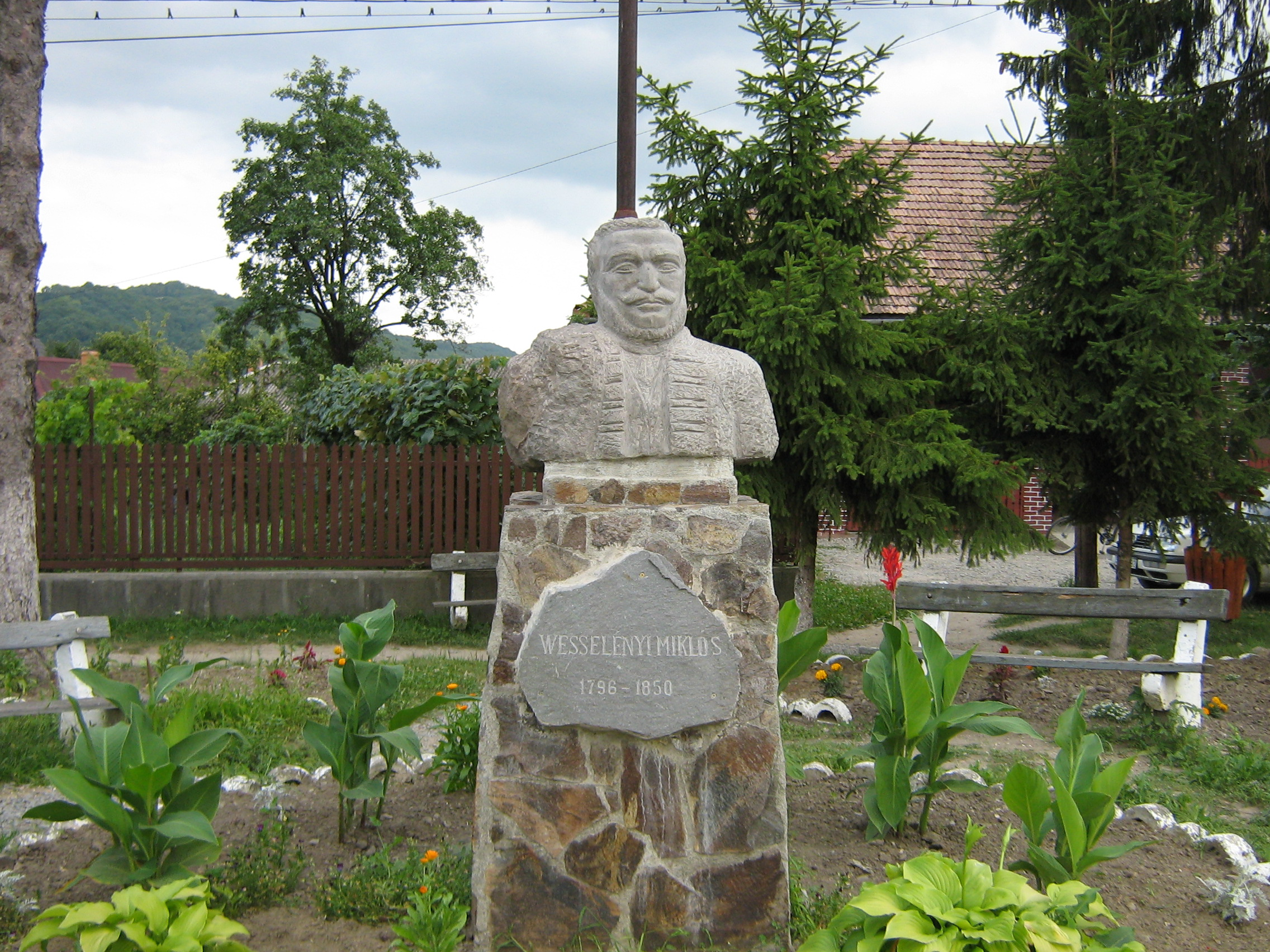
Wesselényi Miklós szobra

- Mai református temploma 1925 és 1928 között épült, miután az előző kettő földcsuszamlás, illetve 1921-ben földrengés áldozata lett.
- A helyiek ezt tartják Dózsa György szülőhelyének Dálnokkal szemben. A Dósa-udvarház 1813-ban épült, benne néprajzi múzeum van.
- A Wesselényi-iskola telkét 1834-ben vásárolta Wesselényi Miklós és a falunak ajándékozva 1836-ban iskolát építtetett rajta.
- Fazekasfalu falumúzeummal, fazekasedényei messze földre eljutottak. Híres szobrászművész Vass Áron. Szobrai főleg népi motívumokat elevenítenek meg.

## Híres emberek
- 1665-től itt szolgált református papként Fogarasi Mátyás, a marosvásárhelyi református iskola korábbi igazgatója, Apáczai Csere János tanítványa.
- Itt született 1891-ben Vass Áron állatszobrász.
- Itt született 1821-ben Dózsa Dániel királyi aljegyző, történész, publicista. A családnak rajta kívül még sok jeles tagja volt.
- Itt született 1941-ben Suba László képzőművész, művészettörténész.

## Testvérvárosok
- Püspökladány, Magyarország